# Rybnik
Rybnik es una ciudad del sur de Polonia, perteneciente al voivodato de Silesia.

## Geografía
Está ubicada cerca de la frontera con la República Checa, a unos 290 km al sur de Varsovia y 100 km al oeste de Cracovia, en las cercanías meridionales del área metropolitana conocida como la zona industrial más importante de Silesia.

## Ciudades hermanadas
- Dorsten ( Alemania)
- Eurasburg ( Alemania)
- Ivano-Frankivsk ( Ucrania)
- Karviná ( República Checa)
- Larisa ( Grecia)
- Liévin ( Francia)
- Mazamet ( Francia)
- Newtownabbey ( Inglaterra,  Reino Unido)
- Saint Vallier ( Francia)
- Szolnok ( Hungría)